# Tirano (Italia)

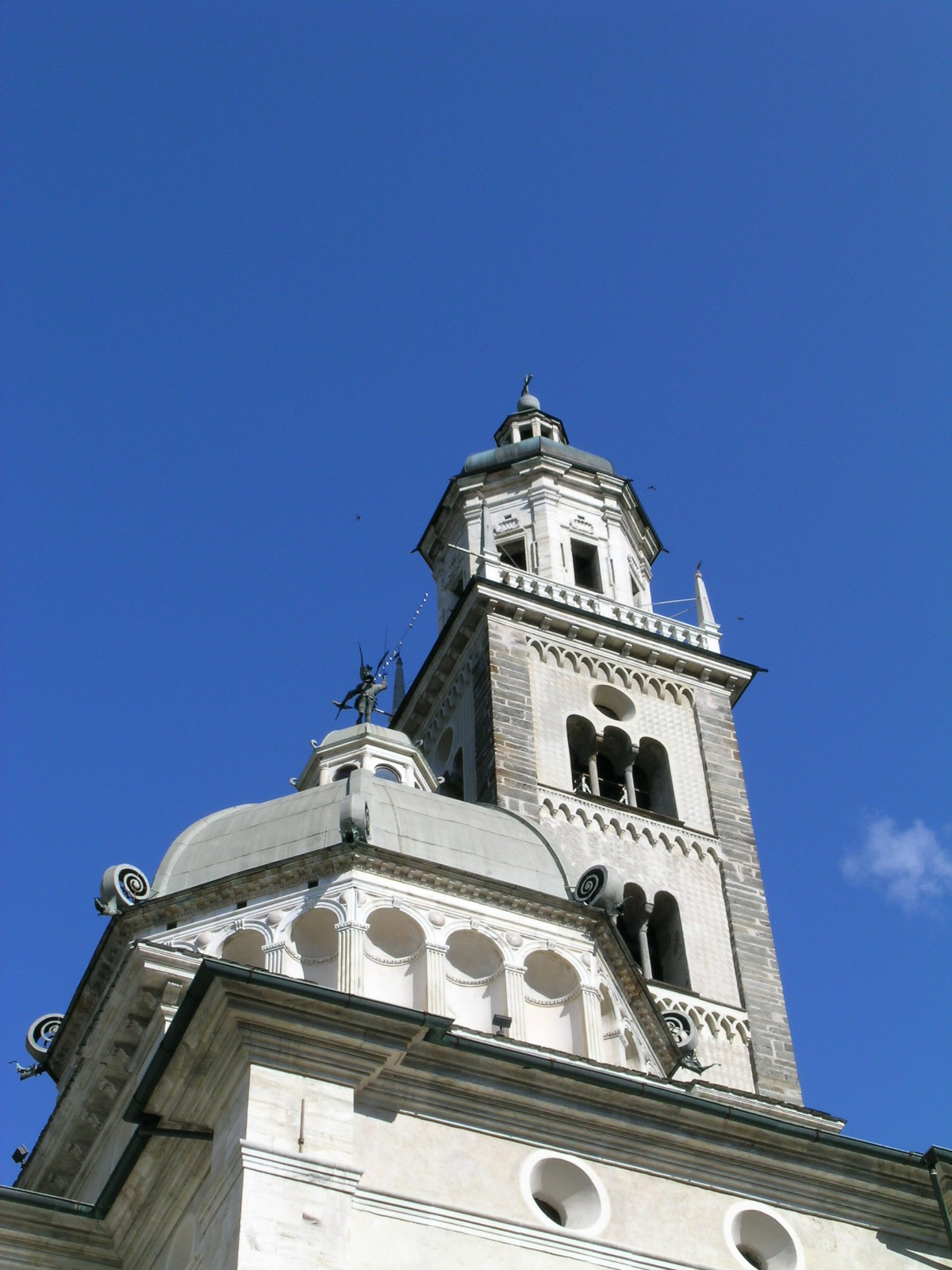
Santuario de la Virgen, Tirano.

Tirano es una localidad y comune italiana de la provincia de Sondrio, región de Lombardía, con 9.168 habitantes.
Se encuentra en la frontera con Suiza, a una altitud de 450 m s. n. m., rodeado de montañas: al sur los Alpes Orobie valtellineses, al norte el Macizo de la Bernina y al noreste el del Stelvio. La localidad se halla cerca de donde confluyen las dos ramas del río Adda.
La importancia de la posición geográfica del lugar hizo que Ludovico el Moro fortificara la población, lo que garantizó cierto bienestar, testimoniado en bellos palacios señoriales erigidos entre el siglo XVI y el XVII.

## Historia
El principal edificio monumental de Tirano es el santuario de la Virgen, construido a partir de 1505 sobre el lugar donde se supone que la Virgen María se apareció a los tiraneses.
En la zona existieron asentamientos prehistóricos, cuyas trazas se revelan en las incisiones rupestres de puñales del siglo XVIII a. C. y de las estelas de la Edad del Cobre actualmente en el Antiquarium Tellino.
Villa perteneciente a las Tres Ligas desde 1512, la población mayoritariamente católica, estuvo durante la guerra de la Valtelina, ocupada por las tropas españolas del vecino Ducado de Milán entre 1620 y 1639 (salvo ocupación Rohan entre 1635-37).

## Evolución demográfica
| Gráfica de evolución demográfica de Tirano entre 1861 y 2001 |
|                                                              |
| Fuente ISTAT - elaboración gráfica de Wikipedia              |